# 辺ノ島・中ノ島・沖ノ島
辺ノ島（へたのしま）・中ノ島（なかのしま）・沖ノ島（おきのしま）とは富山県下新川郡朝日町にある無人島。富山湾の湾口の東端にあたる宮崎海岸の沖に位置する。最も陸地に近い位置にある辺ノ島、中間の位置にある中ノ島、最も沖合いにある沖ノ島の三島があり、付近に多くの岩礁が点在している。
朝日県立自然公園を構成する島でもある。

## 概要
面積は辺ノ島は0.00003km2、中ノ島は0.00002km2、沖ノ島は0.00005km2。
辺ノ島・中ノ島・沖ノ島は宮崎・境海岸（通称ヒスイ海岸）付近にある島で、3島がほぼ一直線に並び、福岡県の宗像大社の三宮構造を彷彿させる。また、カメノテなど様々な生物の生息地となっている。
元々は沖ノ島まで陸続きの岬だった場所で、その先端に宮があったことが宮崎という地名の由来になっている。鹿嶋神社（現在は宮崎漁港近くに位置）の原始の森である宮崎鹿島樹叢（国指定天然記念物）と三島を囲む海は聖域として守られてきた。
この三島の付近に「古泊」と呼ばれる所があり、社も「舟止めの明神」と呼ばれていたという。